# 蕭斎
もしかして
- 蕭齊[注 1]

ではありませんか？